# Armasz Nalbandian
Armasz (imię świeckie Hagob Nalbandian, ur. 29 stycznia 1973 w Aleppo) – duchowny Apostolskiego Kościoła Ormiańskiego, od 2006 biskup Damaszku.

## Życiorys
Święcenia kapłańskie przyjął 28 listopada 1998. Sakrę biskupią otrzymał 15 stycznia 2006.